# Guy Lassausaie
Guy Lassausaie, né en 1961 à Chasselay (Rhône), est un chef cuisinier français.

## Carrière

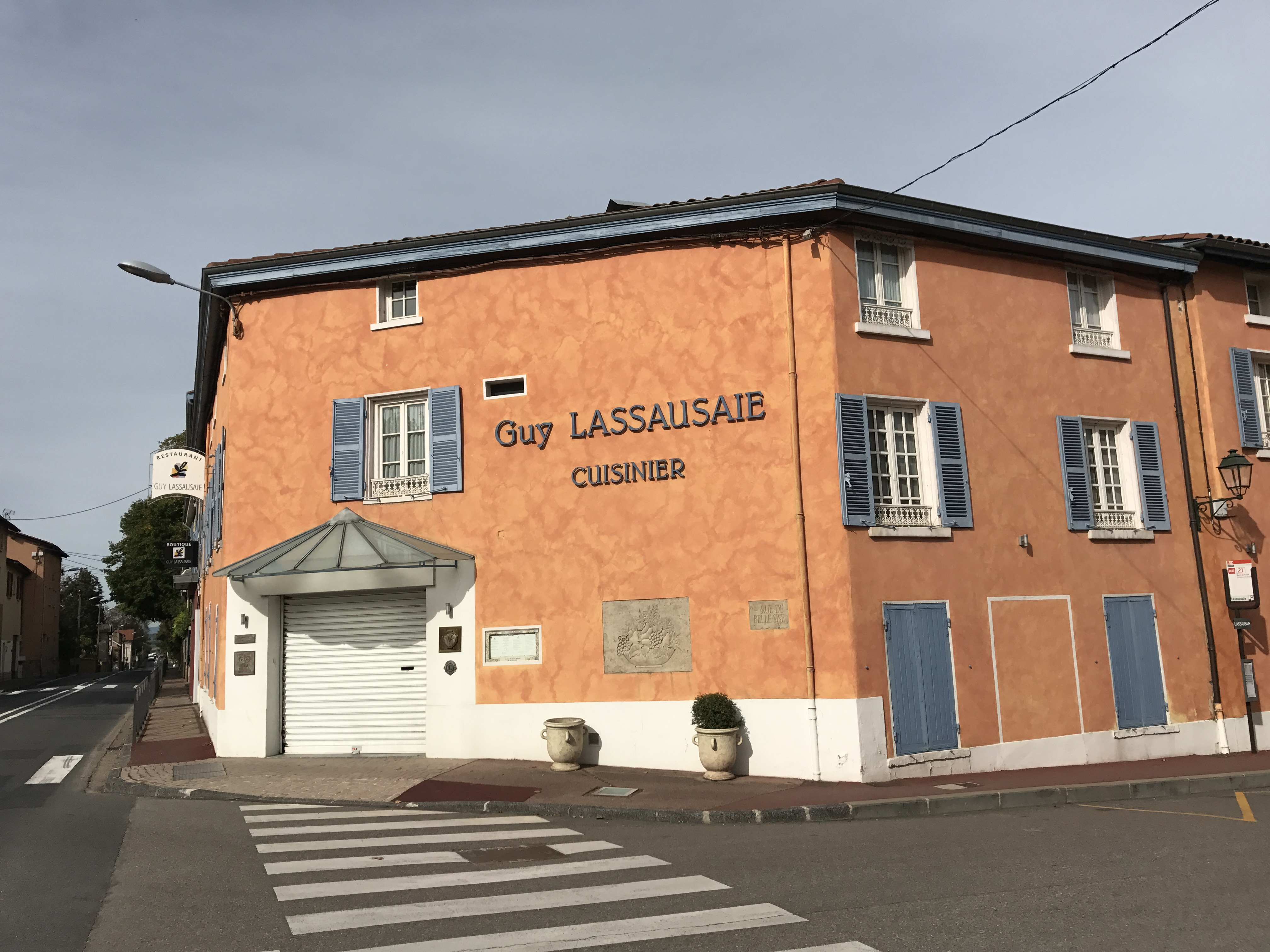
Restaurant Lassausaie à Chasselay.

Il fait ses armes chez Fernand Point, Lucien Ogier, Christian Bourillot et à l'Oasis (La Napoule). En 1993, il est élu « Meilleur ouvrier de France ».
Il tient aujourd'hui son propre restaurant à Chasselay, deux étoiles au Guide Michelin. En 2019, il rétrograde à une seule étoile Michelin.